# Légende de MiYue
Légende de MiYue (chinois: 芈月传; pinyin: Mǐ Yuè Zhuàn) est une série historique chinoise qui est adaptée du roman de Jiang Shengnan avec le même nom. Elle a été réalisée par Zheng Xiaolong, les rôles principaux sont joués par Sun Li, Liu Tao, Ma Su, Alex Fong, Huang Xuan, et Gao Yunxiang. La série raconte l'histoire de Mi Yue, qui est la première femme d'État dans l'histoire de la Chine.

## Synopsis
- 338 avant J.-C.: La naissance de Mi Yue, fille du roi de Chu Wei
- 329 avant J.-C.: Roi Wei meurt, Roi Huai monte au trône
- 311 avant J.-C.: Huiwen de Qin meurt

## Distribution

### Rôles principaux
| Acteur                | Rôle      | Introduction             |
| --------------------- | --------- | ------------------------ |
| Sun Li                | Mi Yue    | Princesse de Chu         |
| Liu Chutian（4 ans）  | Mi Yue    | Princesse de Chu         |
| Li Jing'er（7 ans）   | Mi Yue    | Princesse de Chu         |
| Chai Wei（jeunesse）  | Mi Yue    | Princesse de Chu         |
| Liu Tao               | Mi Shu    | Sœur de Miyue            |
| Li Nini（6 ans）      | Mi Shu    | Sœur de Miyue            |
| Hao Yilin（8 ans）    | Mi Shu    | Sœur de Miyue            |
| Ma Su                 | Wei Yan   | Princesse de Wei         |
| Alex Fong             | Ying Si   | Huiwen de Qin Roi de Qin |
| Huang Xuan            | Huang Xie | Seigneur Chunshen        |
| Gu Haofeng（10 ans）  | Huang Xie | Seigneur Chunshen        |
| Ding Nan（15-16 ans） | Huang Xie | Seigneur Chunshen        |
| Gao Yunxiang          | Zhai Li   | Chef de Yiqu             |

## Diffusion
| Chaîne                  | Pays / région | Depuis     |
| ----------------------- | ------------- | ---------- |
| Dragon Television BTV   | Chine         | 30.11.2015 |
| Letv QQLive             | Chine         | 30.11.2015 |
| AHTV-1                  | Chine         | 08.12.2015 |
| KTSF-26                 | États-Unis    | 06.01.2016 |
| Netflix                 | États-Unis    | en attente |
| Astro Quan Jia HD       | Malaisie      | 01.02.2016 |
| VV Drama                | Singapour     | 19.03.2016 |
| Videoland Drame Channel | Taïwan        | 06.2016    |
| CTS                     | Taïwan        | 2016       |
| TVB Jade                | Hong Kong     | 2016       |
| en attente              | Corée du Sud  | en attente |
| en attente              | Japon         | en attente |
| en attente              | Canada        | en attente |